# ATV Quad Power Racing 2
 (février 2014).
Si vous disposez d'ouvrages ou d'articles de référence ou si vous connaissez des sites web de qualité traitant du thème abordé ici, merci de compléter l'article en donnant les références utiles à sa vérifiabilité et en les liant à la section « Notes et références ».
ATV Quad Power Racing 2  est un jeu vidéo de course de quad développé par Climax Brighton et édité par Acclaim Entertainment. Il est sorti en 2003 sur GameCube, PlayStation 2 et Xbox et fait suite à ATV Quad Power Racing (en).

## Accueil
- Jeux vidéo Magazine : 17/20[1]